# Léo-Pol Morin

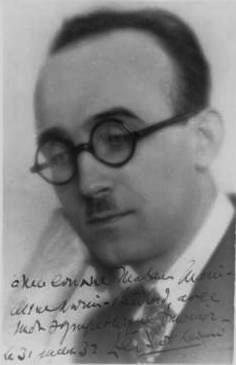
Léo-Pol Morin, 1932

Léo-Pol Morin (James Callihou, * 13. Juli 1892 in Cap St-Ignace, Québec; † 29. Mai 1941 in der Nähe des Lac Marois) war ein kanadischer Pianist, Musikkritiker und Komponist.

## Leben
Morin studierte in Quebec bei Gustave und Henri Gagnon und in Montreal bei Arthur Letondal und Guillaume Couture. 1912 erhielt er einen Prix d’Europe und ging nach Paris, wo er Schüler von Isidor Philipp, Raoul Pugno und Ricardo Viñes war und Harmonielehre und Kontrapunkt bei Jules Mouquet studierte.
Morin debütierte in Paris als Pianist mit Werken von César Franck und Maurice Ravel und erlebte hier auch die Uraufführung von Strawinskis Sacre du Printemps. Mit Ausbruch des Ersten Weltkrieges kehrte er nach Kanada zurück und wirkte dort als Pianist und Lehrer. 
Von 1919 bis 1925 lebte er erneut als Pianist in Paris. Hier spielte er unter anderem die Uraufführung von Rodolphe Mathieus ihm gewidmeten Trois Préludes und die Pariser Erstaufführung von Alban Bergs Sonata Opus 1. 1923 unternahm er mit Ravel eine Konzertreise durch England, Belgien und die Niederlande.
1925 ließ sich Morin in Montreal nieder, wo er Sekretär der Niederlassung der Pro-Musica Society of New York wurde und 1927 gemeinsam mit Victor Brault das erste Musikfestival mit Werken Debussys veranstaltete. 1926 wurde er Mitglied des Comité d’honneur of the Conservatoire international de Paris.
Von 1926 bis 1928 schrieb er Musikkritiken für die Zeitschrift La Patrie, danach bis 1933 wöchentliche Beiträge für La Presse. Einige seiner Artikel wurden auch in den Pariser Zeitschriften Le Monde nouveau und La Revue musicale. Seit 1929 unterrichtete er außerdem am Conservatoire national in Montreal.
Beim ersten Konzert der Société des concerts symphoniques de Montréal (Montreal Symphony Orchestra) spielte er 1935 Mendelssohns Capriccio brillant, in der folgenden Saison Francis Poulencs Concert champêtre. Nach Konzertreisen durch die USA, Spanien und Marokko unterrichtete er seit 1936 an der École Vincent-d’Indy.
Daneben gab er auch Rundfunkkonzerte für die CBC und wirkte dort an der wöchentlichen Quizshow S.V.P. mit. Mit Mitarbeitern dieser Show kam er 1941 bei einem Autounfall in der Nähe des Lac Marois ums Leben.
Seine Kompositionen veröffentlichte Morin unter dem Pseudonym James Callihou. Er komponierte die Suite canadienne und Three Eskimos für Klavier sowie die von indianischer Folklore inspirierten Chants de sacrifice und bearbeitete französisch-kanadische Volkslieder für Stimme und Klavier. Seine bekanntesten Schüler waren Paule-Aimée Bailly, François Brassard und Jean Papineau-Couture.